# 富田直亮
富田 直亮（1899年7月27日—1979年4月26日），生於日本熊本縣，日本軍人，曾任大日本帝國陸軍少將，第二次世界大戰期間曾任朝鮮軍參謀、第23軍參謀長等職。第二次大戰結束後，化名白鴻亮，至台灣擔任擔任中華民國政府軍事顧問團「白團」團長。

## 生平
陸軍士官學校32期、陸軍大學校39期。

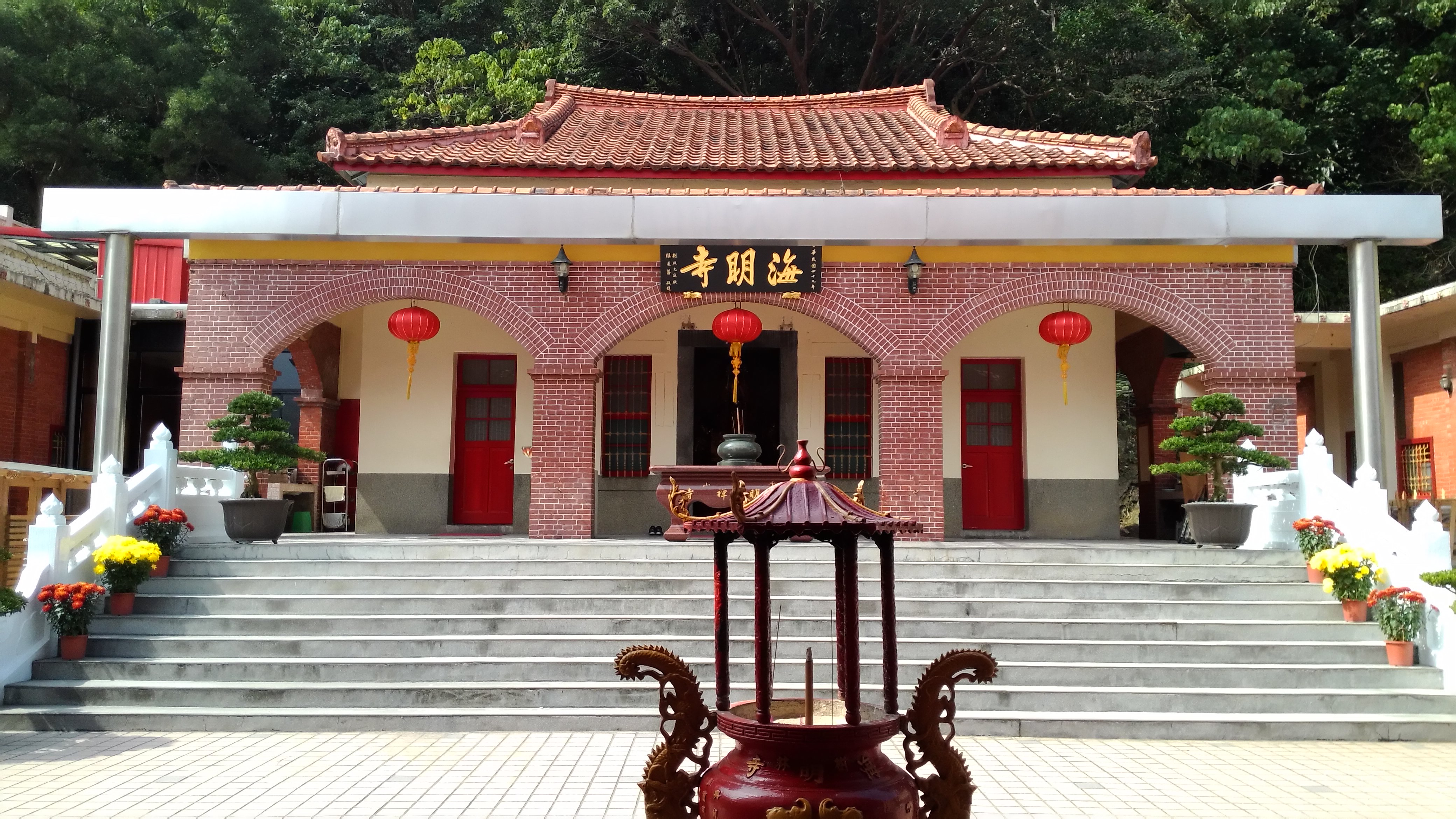
新北市樹林區海明禪寺(海明寺)

在二次大戰結束後，化名為白鴻亮來到台灣擔任中華民國政府軍事顧問團「白團」的團長。白團一名就來自他化名的姓氏。
1979年富田直亮返回日本休假，在東京猝逝，享年80歲。臨終前他要求妻子將自己的骨灰分為兩半，一半置於日本，另一半則放在台灣臺北縣樹林鎮（今新北市樹林區）的海明禪寺。

## 年譜
- 1899年（明治32年）7月27日 出生
- 1920年（大正9年）5月26日 陆军士官学校畢業
- 1920年（大正9年）12月26日 陸軍步兵少尉
- 1923年（大正12年）12月 陸軍步兵中尉
- 1924年（大正13年）12月26日 陸軍大學校入校
- 1927年（昭和2年）12月6日 陸軍大學校畢業
- 1930年（昭和5年）3月 陸軍歩兵大尉
- 1930年（昭和5年）4月 東京外國語學校入校
- 1931年（昭和6年）4月 美國留學
- 1931年（昭和6年）12月 參謀本部部員
- 1933年（昭和8年）12月 朝鮮軍參謀
- 1935年（昭和10年）8月 陸軍步兵少佐
- 1940年（昭和15年）8月1日 陸軍步兵大佐
- 1940年（昭和15年）10月10日 日本陸軍大學校教官
- 1944年（昭和19年）8月1日 陸軍少將
- 1944年（昭和19年）12月18日 第23軍參謀副長
- 1945年（昭和20年）4月15日 第23軍參謀長
- 1946年（昭和21年）5月 復員
- 1950年（昭和25年）2月 中華民國政府軍事顧問團（白團）團長
- 1972年（昭和47年）特升中華民国陸軍上將
- 1979年（昭和54年）4月26日 於東京去世

## 軼事
2010年12月13日的《中国时报》刊载唐邦嘉的报道《日本少将密训国军 骨灰一半留台》，文中称富田“他在台廿年，协助训练国军，策画反攻大陆计划，也因贡献卓著，获擢升为同陆军上将，成为我国第一人”、“民国六十一年中日断交，白鸿亮仍继续替台湾献策，蒋介石感谢他数十年来的功绩，特别拔擢为同陆军上将，为我国首位获得此荣衔的外籍人士”，但并未提供任何可供查考的资料来源。